# Sindi Turf Hindnagar
Sindi Turf Hindnagar è una suddivisione dell'India, classificata come census town, di 15.549 abitanti, situata nel distretto di Wardha, nello stato federato del Maharashtra. In base al numero di abitanti la città rientra nella classe IV (da 10.000 a 19.999 persone).

## Geografia fisica
La città è situata a 20° 48' 42 N e 78° 53' 35 E.

## Società

### Evoluzione demografica
Al censimento del 2001 la popolazione di Sindi Turf Hindnagar assommava a 15.549 persone, delle quali 8.039 maschi e 7.510 femmine. I bambini di età inferiore o uguale ai sei anni assommavano a 1.758, dei quali 902 maschi e 856 femmine. Infine, coloro che erano in grado di saper almeno leggere e scrivere erano 12.215, dei quali 6.661 maschi e 5.554 femmine.